# 仙霞镇 (宁国市)
仙霞镇，是中华人民共和国安徽省宣城市宁国市下辖的一个乡镇级行政单位。

## 行政区划
仙霞镇下辖以下地区：
仙霞村、孔夫村、龙亭村、杨山村、盘樟村、龙门村和石岭村。